# Базилевич Георгій Іванович
Базилевич Георгій Іванович (1808 - після 1857) — збирач історичних, етнографічних, статистичних та фольклорних відомостей для Російського географічного товариства. Народився у Некрасовім Глухівської волості Чернігівської губернії. Навчався в Чернігівській семінарії, був священиком в с. Олександрівці (сучасний Корюківський р-н Чернігівської обл.)

## Роботи
Друкувався в "Этнографическом сборнике". Відома його праця "Местечко Александровка Черниговской губернии Сосницкого уезда".